# Todd Barry
Todd Barry (The Bronx, 26 marzo 1964) è un comico, attore e doppiatore statunitense.

## Biografia
Barry nacque nel Bronx, New York, e crebbe in Florida. Si laureò presso l'Università della Florida in inglese nel 1986.

## Carriera
Prima di iniziare a fare cabaret, iniziò a suonare come batterista nel gruppo indie rock The Chant dal 1984 al 1985. Nel 1999, Barry comparve in Comedy Central Presents. Nel 2002 scrisse, diresse e recitò il cortometraggio Borrowing Saffron, con la partecipazione di H. Jon Benjamin. Ha fatto una serie di apparizioni nelle serie animate Dr. Katz, Professional Therapist, Home Movies, Wonder Showzen, Tom Goes to the Mayor e Aqua Teen Hunger Force. È il doppiatore di Glenn e di altri personaggi secondari nella serie animata Squidbillies. Nel 2004, Todd Barry è stato protagonista in una serie animata chiamata Shorties Watchin' Shorties.
Nel 2008 ha interpretato Wayne nel film The Wrestler di Darren Aronofsky. Nel corso di sei anni ha fatto 16 apparizioni in Dr. Katz, Professional Therapist apparendo come se stesso durante le prime due apparizioni. Ha poi interpretato il personaggio ricorrente Todd the video store clerk ed è apparso nella maggior parte degli episodi nell'ultimo anno della serie. Ha anche interpretato il protagonista nell'episodio pilota televisivo Saddle Rash insieme a Sarah Silverman, H. Jon Benjamin e Mitch Hedberg. Nel dodicesimo e ultimo episodio della prima stagione di Flight of the Conchords intitolato The Third Conchord, Barry ha interpretato il personaggio Todd.
Nel 2010, Barry ha avuto un ruolo ricorrente come una versione romanzata di se stesso nella seconda stagione della serie televisiva live-action Delocated di Adult Swim. Ha avuto un ruolo ricorrente interpretando se stesso nella serie Louie di FX.
Nel 2012, Barry ha pubblicato l'album e lo speciale Super Crazy tramite la Comedy Central Records.
Nel 2014, Barry è apparso nel quarto episodio della terza stagione del web show Comedians in Cars Getting Coffee di Jerry Seinfeld.

## Discografia
- 2001 – Medium Energy
- 2004 – Falling off the Bone
- 2008 – From Heaven
- 2012 – Super Crazy
- 2014 – Todd Barry: The Crowd Work Tour
- 2017 – Spicy Honey

## Doppiatori italiani
Nelle sue interpretazioni è stato doppiato da:
- Franco Mannella in The Wrestler
- Gerry Gherardi in Louie, Master of None